# 小中野町
小中野町（こなかのまち）は、かつて青森県に存在した町である。

## 沿革
- 1889年（明治22年）4月1日 - 町村制施行により三戸郡小中野村が村制施行し、小中野村（こなかのむら）が発足。
- 1924年（大正13年）11月10日 - 町制施行し小中野町となる。
- 1929年（昭和4年）5月1日 - 三戸郡八戸町、湊町、鮫村と合併し八戸市を新設して消滅。